# إدارة الأوبرا
إدارة الأوبرا هي إدارة الأعمال التي يتم تقديمها للمشاهدين من خلال الأوبرا. وهي مهمة متعددة الأوجه، حيث تنطوي على إدارة فرقة الأوبرا، بدايةً من المطربين والموسيقيين الذين يقدمون عروض الأوبرا، كما أنها تتضمن أيضًا في كثيرٍ من الأحيان إدارة دار الأوبرا التي تُقدِم فيها الفرقة عروضها.
يُعد فن الأوبرا فنًا معقدًا ينطوي على تكاليف باهظة ثابتة ويتطلب إدارة قوية أيضًا. فضلاً عن مغنيي الفرقة وموسيقييها الذين يشكلون عصب الفرقة، فإن إنتاجها يحتاج إلى مشاهد وملابس وفي بعض الأحيان إلى راقصين وممثلين لا يغنون. كما أن التكاليف الثابتة للأوبرا حاليًا تشمل العقود التي يبرمها العديد من المطربين والموسيقيين طوال العام، وفي حالة إدارتهم للمسرح الخاص بهم، فإنهم يتحملون تكاليف العمال الذين يشتغلون بصناعة الأدوات والملابس وصيانتها، بالإضافة إلى تكاليف صيانة المبنى وإدارته وتكاليف عمليات الإنتاج الفردي أيضًا، مما يجعل الأوبرا أغلى الفنون عند أدائها. ومع ذلك، حتى في القرن التاسع عشر عندما كان يتولى مديرو الفرقة وحدهم الإدارة بدلاً من المؤسسات الكبرى، كانت عملية إدارة الأوبرا تتسم بكونها «ملتهمة لثروات الضحايا الذين وقعوا فريسة لمغرياتها». وقد وصف فريدريك جي، الذي حوّل الأوبرا الإيطالية الملكية في حديقة كوفنت لتكون واحدةً من دور الأوبرا الكبرى في لندن في القرن التاسع عشر والذي شكّل وظائف العديد من المطربين المشهورين، بأنه «عمل شاق للغاية».

## فينسيا وتطور فن الأوبرا كعملٍ تجاري
لقد كانت دور الأوبرا الأولى تقدم عروضها ويتم تمويلها بشكل خاص من قِبل العائلات النبيلة التي تفوضّها، لتشهد دومًا المناسبات العظيمة التي تقام في القاعة. وهناك مثال كان يكمن في عرض لا فلورا (La Flora) الأوبرالي الذي ألفه الملحن ماركو دا جاجليانو، والذي تم عرضه في عام 1628م في قصر ميديسي في فلورانسا، وذلك للاحتفال بزواج مارغريتا دي ميديشي (Margherita de' Medici) وأودواردو فارنيزي، دوق بارما. كما لعبت الدوقة الكبرى ماريا مادلينا، زوجة كوزيمو الثاني دي ميديشي (Cosimo II de' Medici) ووالدة العروس، دورًا فعالاً في التخطيط للإنتاج. بالإضافة إلى أنها حصلت على خدمات الموسيقيين والمطربين، وشهدت البروفات، وطبقًا لعازف الموسيقى كيلي هارنس، فإنها ربما تكون قد ساهمت أيضًا بالكثير في تطوير الحبكة.
وقد ظهرت عروض الأوبرا للعامة لأول مرة في البندقية من خلال موسم كرنفال أقيم عام 1637م. حيث سهل وجود عدد كبير من المسارح العامة بالفعل في المدينة لذلك، والتي كانت تُستخدم أصلاً في إنتاج المسرحيات. وقد شيدت العائلات النبيلة هذه المسارح مثل عائلة جريماني وترون وفيندرامين. وقد كان تياترو سان كازيانو (Teatro San Cassiano)، الذي أعيد بناؤه تحت رعاية عائلة ترون، أول مكان في العالم يُعد خصيصًا للأوبرا. كما سجلت عروض لا أندروميدا (L'Andromeda) في عام 1637م، والتي أعدها مؤلف كلمات الأوبرا بينيديتو فيراري والملحن فرانشيسكو مانلي، أول منتج تجاري للأوبرا في المسرح. وفي معظم الحالات، كان مُلاك فينسيا النبلاء يحصلون على أرباح من مسارحهم عن طريق تأجيرها إلى آخرين قاموا بإنتاج عروض الأوبرا وتنظيمها. ويُعد مقاول الحفلات «مدير الفرقة» هو الشخصية الرئيسية المنوط بها الإنتاج الفعلي لعروض الأوبرا، حيث يجمع المطربين والموسيقيين والفريق المبدع، كما كان يتولى تنفيذ الأعمال واتخاذ القرارات الفنية. وأحيانًا كان يتم توظيف مقاولو الحفلات من جانب مستأجري المسارح وأنصارهم. وفي بعض الأحيان الأخرى، كان مقاول الحفلات أيضًا واحدًا من المستثمرين ومستأجرًا للمسرح. كما أن أمين الصندوق (الكاشير) هو المسئول عن الجانب المالي في الإنتاج، بما في ذلك تداول المدفوعات والإيصالات. وبالرغم من أن أمين الصندوق في غالب الأمر يكون عضوًا منفصلاً عن فريق الإدارة، إلا أنه كثيرًا ما كان يقوم مقاول الحفلات أيضًا بوظيفة أمين الصندوق. وكان ماركو فوستيني أحد أشهر مقاولي الحفلات «مديري الفرق» في حينها، وقد قام بإدارة العديد من دور الأوبرا الفينيسية خلال حياته المهنية.